# Wysoczany

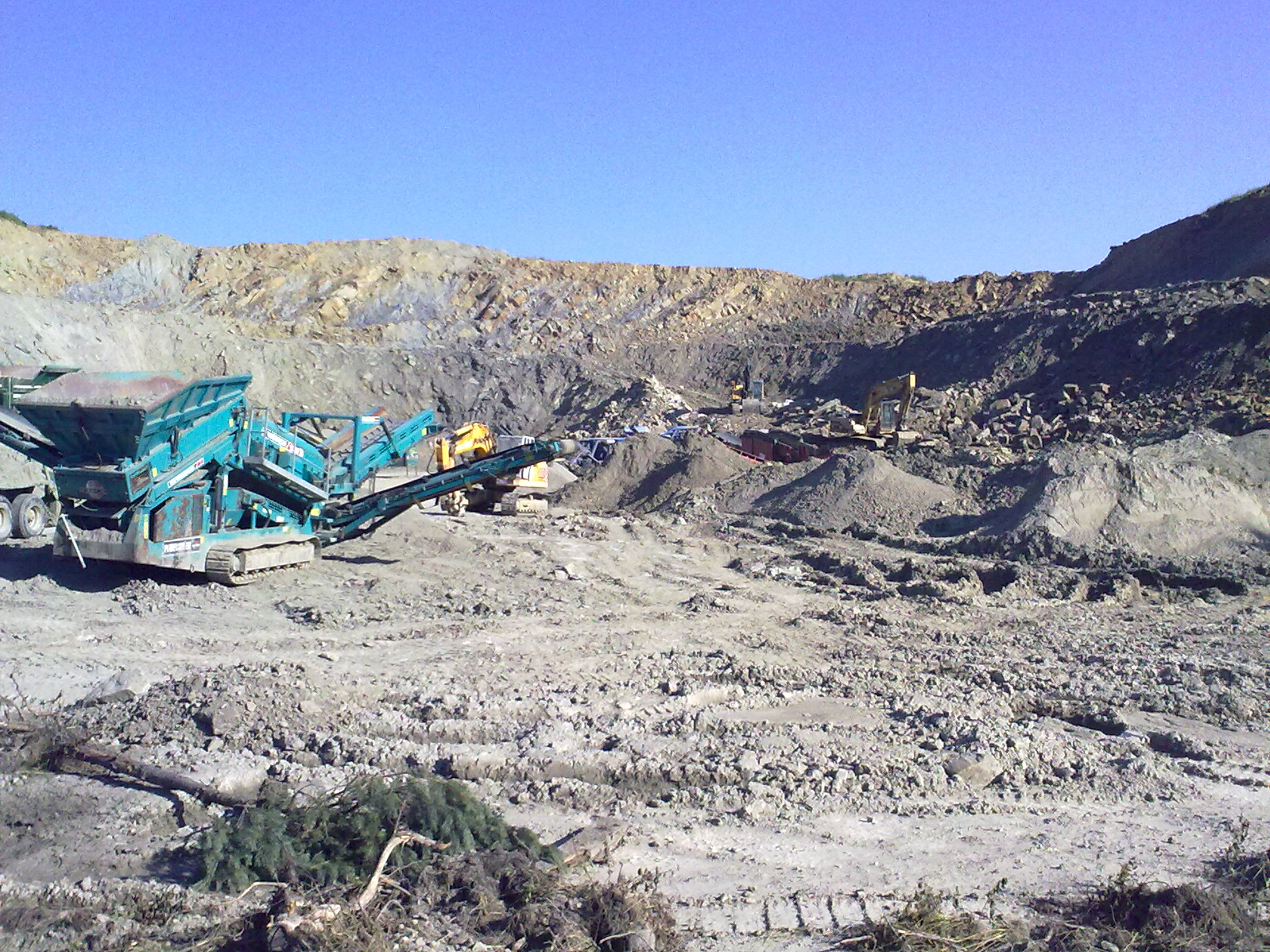
Kamieniołom w Wysoczanach

Wysoczany (j. łemkowski Высочаны) – wieś w Polsce położona w województwie podkarpackim, w powiecie sanockim, w gminie Komańcza. Leży nieco poniżej ujścia potoku Płonki do Osławy.
| SIMC    | Nazwa    | Rodzaj    |
| ------- | -------- | --------- |
| 0354583 | Kożuszne | część wsi |

Wieś leży w odległości 4 km (dojazd drogą powiatowa nr 2229R) od drogi wojewódzkiej nr 889 prowadzącej z Sieniawy przez Bukowsko do Szczawnego. Przez wieś przechodzi linia kolejowa nr 107 łącząca stację Nowy Zagórz ze stacją Łupków i z dawnym przejściem granicznym na Słowację w tej miejscowości. We wsi jest położony przystanek kolejowy Wysoczany. Sąsiednie stacje to Mokre Małopolskie i Szczawne Kulaszne. 
W latach 1975–1998 miejscowość administracyjnie należała do województwa krośnieńskiego.

## Historia
Wieś lokowana przez Mikołaja Herburta Odnowskiego około roku 1539, od roku 1635 na prawie wołoskim. Do roku 1772 województwo ruskie, ziemia sanocka. Od 1772 należał do cyrkułu leskiego, a następnie sanockiego w Galicji.
W połowie XIX wieku właścicielem posiadłości tabularnej Wysoczany był Stanisław Truskolaski. W latach 70. właścicielem dóbr był Leonard Truskolaski. W 1911 właścicielami tabularnymi byli Helena Truskolaska i 66 wspólników, posiadający 202 ha.
W 1898 wieś liczyła 557 mieszkańców oraz 81 domów, pow. wsi wynosiła 7,13 km². Częścią wsi była wólka Kożuszne (167 mieszkańców). Do 1914 starostwo powiatowe w Sanoku, powiat sądowy w miejscowości Bukowsko. Od listopada 1918 do stycznia 1919 Republika Komańczańska. Po roku 1944 miejscowi Rusini – Ukraińcy wyjechali na Ukrainę lub zostali wysiedleni w ramach akcji „Wisła”.
W Wysoczanach od lat 50. działa Kopalnia Piaskowca Wysoczany wydobywająca piaskowiec krośnieński, drobnoziarnisty o spoiwie wapienno-ilastym.
Obecnie we wsi znajduje się stadnina koni oraz kilka gospodarstw agroturystycznych.

## Religia
Parafia łacińska w Bukowsku do roku 1946. Wysoczany należały do 1944 roku do parafii greckokatolickiej, w miejscowości Płonna, przed rokiem 1880 do parafii w miejscowości Szczawne, na miejscu znajdowała się drewniana cerkiew filialna. Nowa murowana cerkiew greckokatolicka pod wezwaniem św. Paraskewy została zbudowana w 1994.